# 深谷站
參數所指定的目標頁面不存在，建議更正成存在頁面或直接建立下列一個頁面（建立前請先搜尋是否有合適的存在頁面可以取代）：
- 深谷站 (滋賀縣)

深谷站（日语：／ Fukaya eki */?）是東日本旅客鐵道（JR東日本）的鐵路車站，位於埼玉縣深谷市西島町三丁目。

## 車站結構

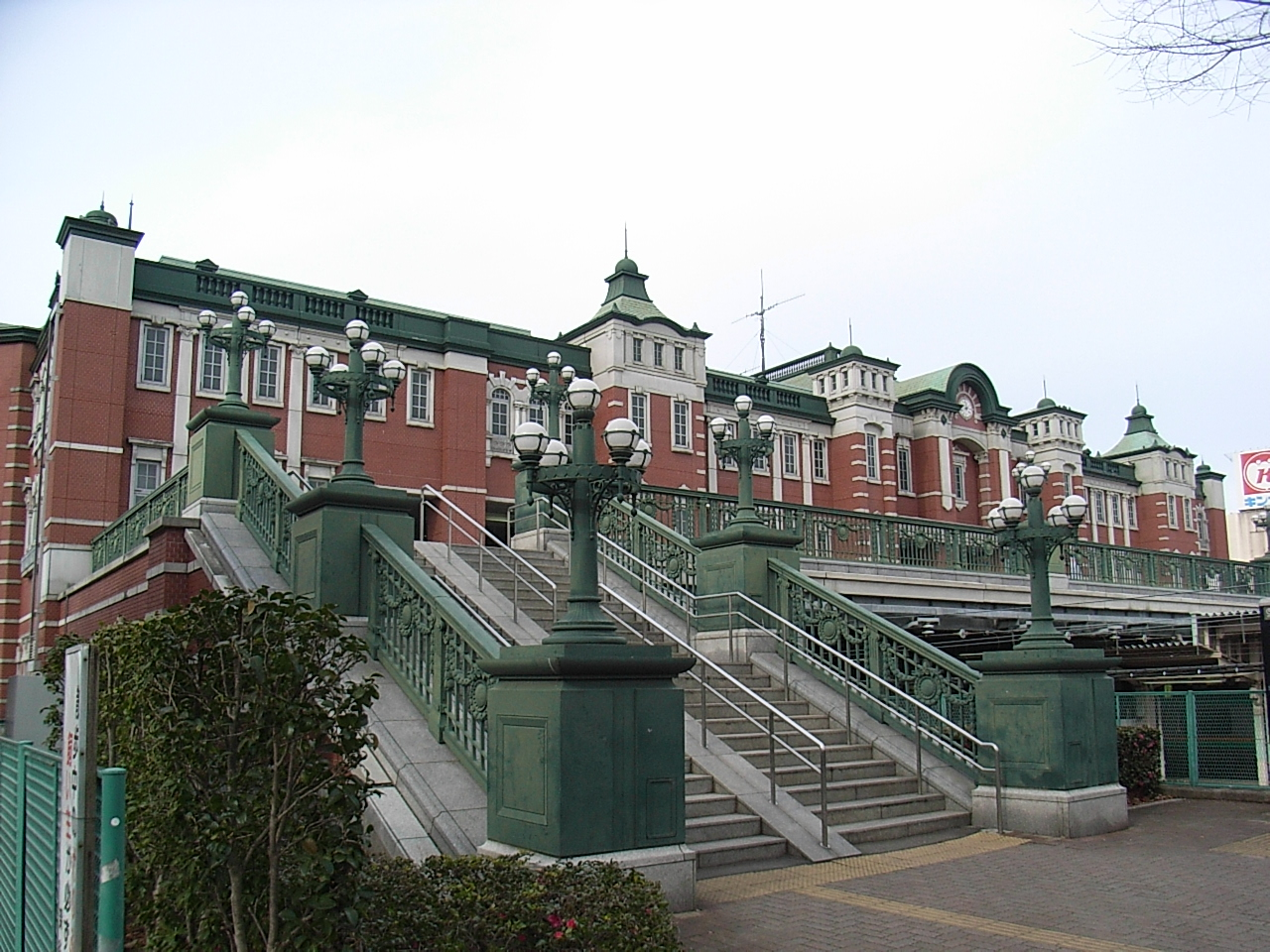
車站南口（2007年1月1日）

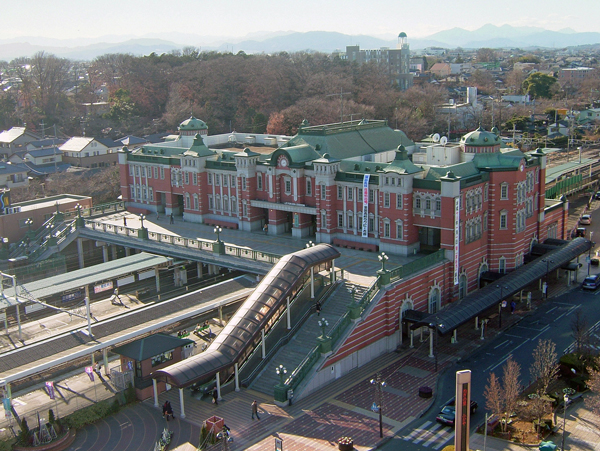
鳥瞰深谷站的景觀（2005年12月28日）

本站是一個地面車站，站內有兩座月台，1、2號月台是一座島式月台，3號月台則是一座獨立的側式月台。月台上方是一座跨站式站房，並設有綠色窗口（營業時間：6:00－21:00）和自動閘機。
本站現時的站房於1996年落成。設計模仿東京站的丸之內站房，並與丸之內站房一樣，以本站所在的深谷市內的日本煉瓦製造所生產的紅磚建造，因此被稱為「迷你東京站」。車站北口設有出身於深谷當地、日本煉瓦製造創辦人暨日本資本主義之父澀澤榮一的銅像。
除了本站的3號月台能容納15輛編組的列車外，本站至高崎站路段的車站月台均只能容納10輛編組的列車。因此，除了自本站開出及以本站為終點站的列車班次外，所有15輛編組列車均須在本站前一站——籠原站連結或分離列車中的5輛附屬編組。

### 月台配置
| 月台 | 路線    | 方向 | 目的地                                                      | 備註                                                                                       |
| ---- | ------- | ---- | ----------------------------------------------------------- | ------------------------------------------------------------------------------------------ |
| 1    | ■高崎線 | 上行 | 大宮、東京、新宿、橫濱方向 （包括■湘南新宿線、■上野東京線） | 此站始發為3號月台。 湘南新宿線的列車自大船站 上野東京線的列車經上野站至東京站 直通東海道線 |
| 2、3 | ■高崎線 | 下行 | 高崎、前橋、水上方向                                        |                                                                                            |

（來源：JR東日本:車站構內圖 （页面存档备份，存于））

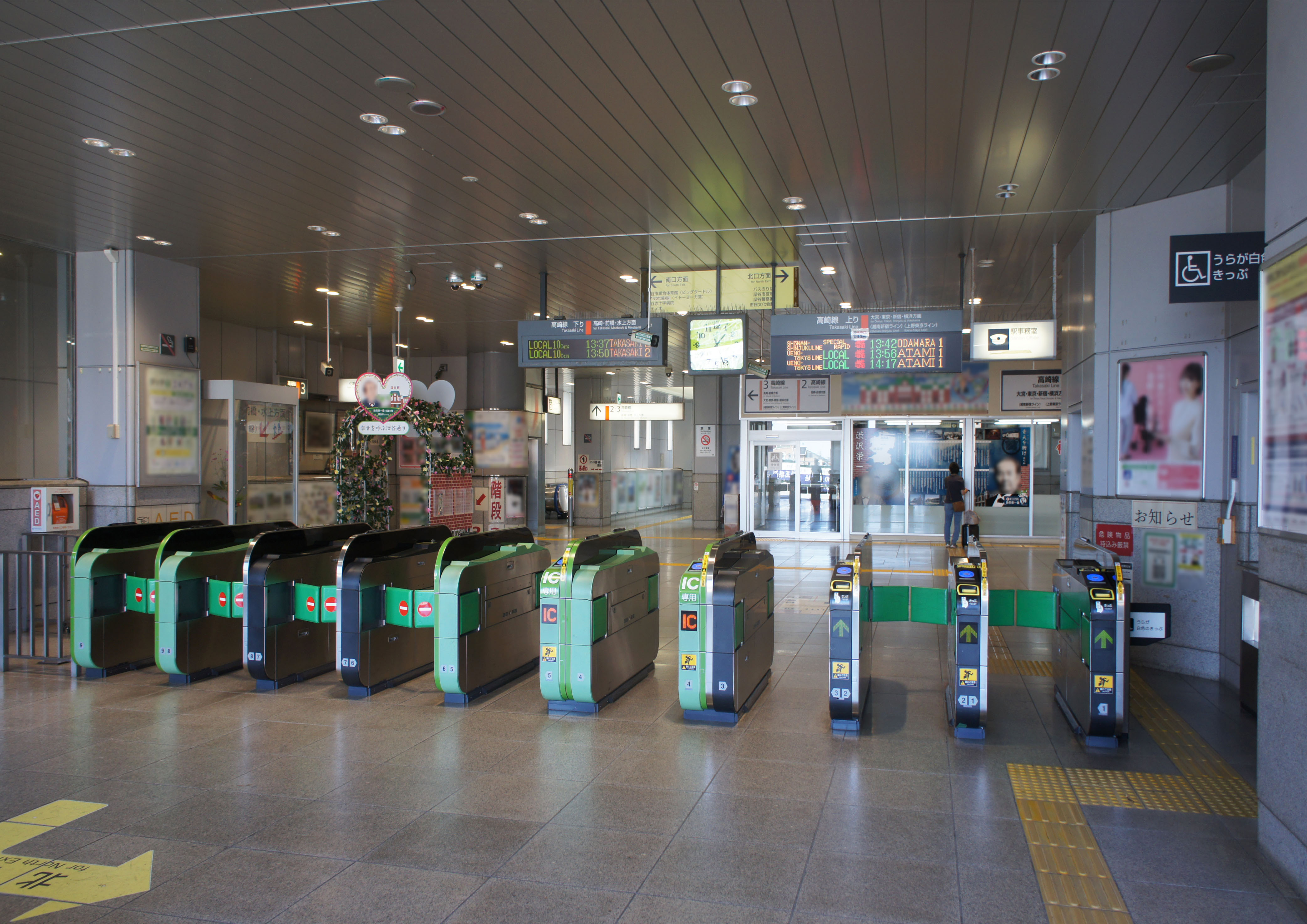
閘口（2021年10月）
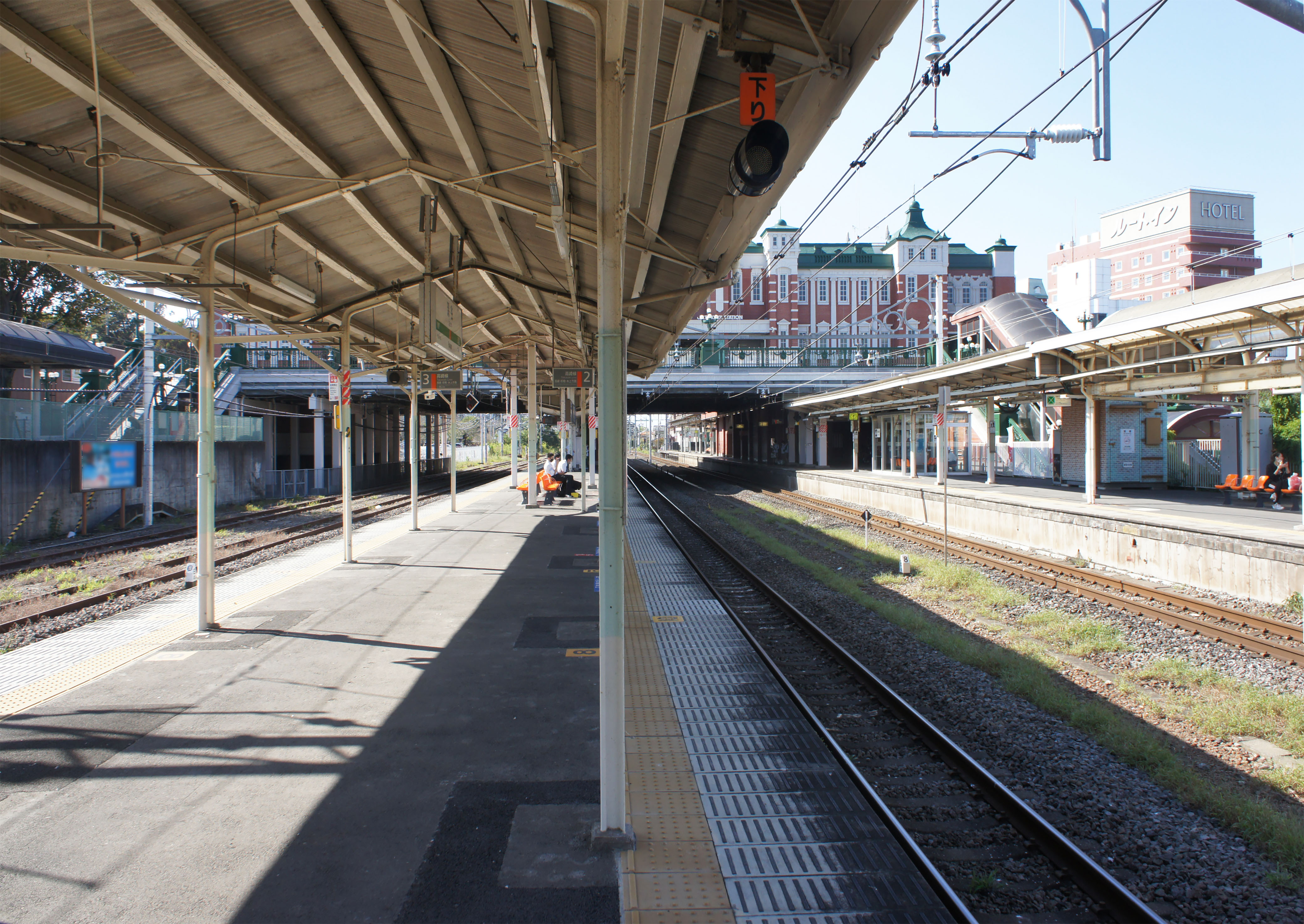
月台（2021年10月）

## 使用情況
2019年（令和元年）度1日平均上車人次為10,013人。
近年1日平均上車人次推移如下表。
| 年度               | 1日平均 上車人次 | 來源     |
| ------------------ | ---------------- | -------- |
| 1966年（昭和41年） | 11,122           |          |
| 1967年（昭和42年） | 11,395           |          |
| 1968年（昭和43年） | 12,217           |          |
| 1969年（昭和44年） | 11,726           |          |
| 1970年（昭和45年） | 10,392           |          |
| 1971年（昭和46年） | 10,547           |          |
| 1972年（昭和47年） | 10,571           |          |
| 1973年（昭和48年） | 10,434           |          |
| 1974年（昭和49年） | 10,614           |          |
| 1975年（昭和50年） | 10,722           |          |
| 1976年（昭和51年） | 11,142           |          |
| 1977年（昭和52年） | 11,026           |          |
| 1978年（昭和53年） | 11,053           |          |
| 1979年（昭和54年） | 10,807           |          |
| 1980年（昭和55年） | 10,688           |          |
| 1981年（昭和56年） | 10,735           |          |
| 1982年（昭和57年） | 10,299           |          |
| 1983年（昭和58年） | 9,892            |          |
| 1984年（昭和59年） | 10,203           |          |
| 1985年（昭和60年） | 10,659           |          |
| 1986年（昭和61年） | 10,831           |          |
| 1987年（昭和62年） | 11,145           |          |
| 1988年（昭和63年） | 11,350           |          |
| 1989年（平成元年） | 12,444           |          |
| 1990年（平成02年） | 12,425           |          |
| 1991年（平成03年） | 12,711           |          |
| 1992年（平成04年） | 12,551           |          |
| 1993年（平成05年） | 12,586           |          |
| 1994年（平成06年） | 12,531           |          |
| 1995年（平成07年） | 12,527           |          |
| 1996年（平成08年） | 12,739           |          |
| 1997年（平成09年） | 12,319           |          |
| 1998年（平成10年） | 11,731           |          |
| 1999年（平成11年） | 11,220           | [ * 1 ]  |
| 2000年（平成12年） | 10,844           | [ * 2 ]  |
| 2001年（平成13年） | 10,625           | [ * 3 ]  |
| 2002年（平成14年） | 10,387           | [ * 4 ]  |
| 2003年（平成15年） | 10,209           | [ * 5 ]  |
| 2004年（平成16年） | 9,869            | [ * 6 ]  |
| 2005年（平成17年） | 9,789            | [ * 7 ]  |
| 2006年（平成18年） | 9,808            | [ * 8 ]  |
| 2007年（平成19年） | 10,055           | [ * 9 ]  |
| 2008年（平成20年） | 10,285           | [ * 10 ] |
| 2009年（平成21年） | 10,312           | [ * 11 ] |
| 2010年（平成22年） | 10,402           | [ * 12 ] |
| 2011年（平成23年） | 10,273           | [ * 13 ] |
| 2012年（平成24年） | 10,161           | [ * 14 ] |
| 2013年（平成25年） | 10,235           | [ * 15 ] |
| 2014年（平成26年） | 9,832            | [ * 16 ] |
| 2015年（平成27年） | 9,972            | [ * 17 ] |
| 2016年（平成28年） | 9,951            | [ * 18 ] |
| 2017年（平成29年） | 10,051           | [ * 19 ] |
| 2018年（平成30年） | 10,118           | [ * 20 ] |
| 2019年（令和元年） | 10,013           |          |

## 历史
- 1883年（明治16年）10月21日－日本鐵道深谷站開業。
- 1895年（明治28年）7月－連結日本煉瓦製造公司的專用線竣工啟用[3]。
- 1906年（明治39年）11月1日－日本國鐵被國有化，成為日本國有鐵道（日本國鐵）車站。
- 1909年（明治42年）10月12日－日本國鐵重編路線，本站成為高崎線車站。
- 1975年（昭和50年）3月31日－連結日本煉瓦製造公司的專用線廢止，之後改建為供行人與自行車通行的。
- 1987年（昭和62年）4月1日－國鐵分割民營化，本站由JR東日本和JR貨物接手管理。
- 1996年（平成8年）8月－改建跨站式站房，新站房以東京站丸之內站房為藍本，並與丸之內站房一樣採用深谷市生產的紅磚建造[4]。
- 1999年（平成11年）－獲選關東車站百選。
- 2001年（平成13年）11月18日－智慧卡系統Suica正式投入服務[広報 1]。

### 其他事件
- 1966年，運輸大臣荒船清十郎被揭發對日本國有鐵道施加壓力，以令其選區所在的本站成為快速列車班次的停車站。事件以荒船清十郎呈辭落幕，但已成為黑霧事件中其中一件重大醜聞。
- 自2006年（平成18年）4月1日起，本站發車音樂全面改為深谷市市歌。

## 相鄰車站
東日本旅客鐵道
■高崎線
- 特急「赤城」停靠站

■特別快速、■快速（包括「Urban」）、■普通
籠原－深谷－岡部

### 廣報資料、新聞稿等一次資料
1. ↑   (PDF). 東日本旅客鉄道.   [2020-04-30]. （原始内容 (PDF)存档于2019-07-27） （日语）.

### 使用情況
1. ↑  埼玉県統計年鑑 （页面存档备份，存于） - 埼玉県
2. ↑  統計 （页面存档备份，存于） - 深谷市

JR東日本2000年度以後上車人次
1. ↑  各駅の乗車人員（2000年度） （页面存档备份，存于） - JR東日本
2. ↑  各駅の乗車人員（2001年度） （页面存档备份，存于） - JR東日本
3. ↑  各駅の乗車人員（2002年度） （页面存档备份，存于） - JR東日本
4. ↑  各駅の乗車人員（2003年度） （页面存档备份，存于） - JR東日本
5. ↑  各駅の乗車人員（2004年度） （页面存档备份，存于） - JR東日本
6. ↑  各駅の乗車人員（2005年度） （页面存档备份，存于） - JR東日本
7. ↑  各駅の乗車人員（2006年度） （页面存档备份，存于） - JR東日本
8. ↑  各駅の乗車人員（2007年度） （页面存档备份，存于） - JR東日本
9. ↑  各駅の乗車人員（2008年度） （页面存档备份，存于） - JR東日本
10. ↑  各駅の乗車人員（2009年度） （页面存档备份，存于） - JR東日本
11. ↑  各駅の乗車人員（2010年度） （页面存档备份，存于） - JR東日本
12. ↑  各駅の乗車人員（2011年度） （页面存档备份，存于） - JR東日本
13. ↑  各駅の乗車人員（2012年度） （页面存档备份，存于） - JR東日本
14. ↑  各駅の乗車人員（2013年度） （页面存档备份，存于） - JR東日本
15. ↑  各駅の乗車人員（2014年度） （页面存档备份，存于） - JR東日本
16. ↑  各駅の乗車人員（2015年度） （页面存档备份，存于） - JR東日本
17. ↑  各駅の乗車人員（2016年度） （页面存档备份，存于） - JR東日本
18. ↑  各駅の乗車人員（2017年度） （页面存档备份，存于） - JR東日本
19. ↑  各駅の乗車人員（2018年度） （页面存档备份，存于） - JR東日本
20. ↑  各駅の乗車人員（2019年度） （页面存档备份，存于） - JR東日本

埼玉縣統計年鑑
1. ↑  .   [2020-05-16]. （原始内容存档于2020-02-02）.
2. ↑  .   [2020-05-16]. （原始内容存档于2020-02-02）.
3. ↑  .   [2020-05-16]. （原始内容存档于2020-02-02）.
4. ↑  .   [2020-05-16]. （原始内容存档于2020-02-02）.
5. ↑  .   [2020-05-16]. （原始内容存档于2020-02-02）.
6. ↑  .   [2020-05-16]. （原始内容存档于2020-02-02）.
7. ↑  .   [2020-05-16]. （原始内容存档于2020-02-02）.
8. ↑  .   [2020-05-16]. （原始内容存档于2020-02-02）.
9. ↑  .   [2020-05-16]. （原始内容存档于2020-02-02）.
10. ↑  .   [2020-05-16]. （原始内容存档于2020-02-02）.
11. ↑  .   [2020-05-16]. （原始内容存档于2020-02-02）.
12. ↑  .   [2020-05-16]. （原始内容存档于2020-02-02）.
13. ↑  .   [2020-05-16]. （原始内容存档于2020-02-02）.
14. ↑  .   [2020-05-16]. （原始内容存档于2020-02-02）.
15. ↑  .   [2020-05-16]. （原始内容存档于2020-02-02）.
16. ↑  .   [2020-05-16]. （原始内容存档于2020-02-02）.
17. ↑  .   [2020-05-16]. （原始内容存档于2020-02-02）.
18. ↑  .   [2020-05-16]. （原始内容存档于2020-02-02）.
19. ↑  .   [2020-05-16]. （原始内容存档于2020-02-02）.
20. ↑  .   [2020-05-16]. （原始内容存档于2020-03-18）.

## 外部連結
- 車站資訊（深谷）：東日本旅客鐵道

36°11′29″N 139°16′52″E / 36.191491°N 139.281025°E